# 驻阿塞拜疆外交机构列表

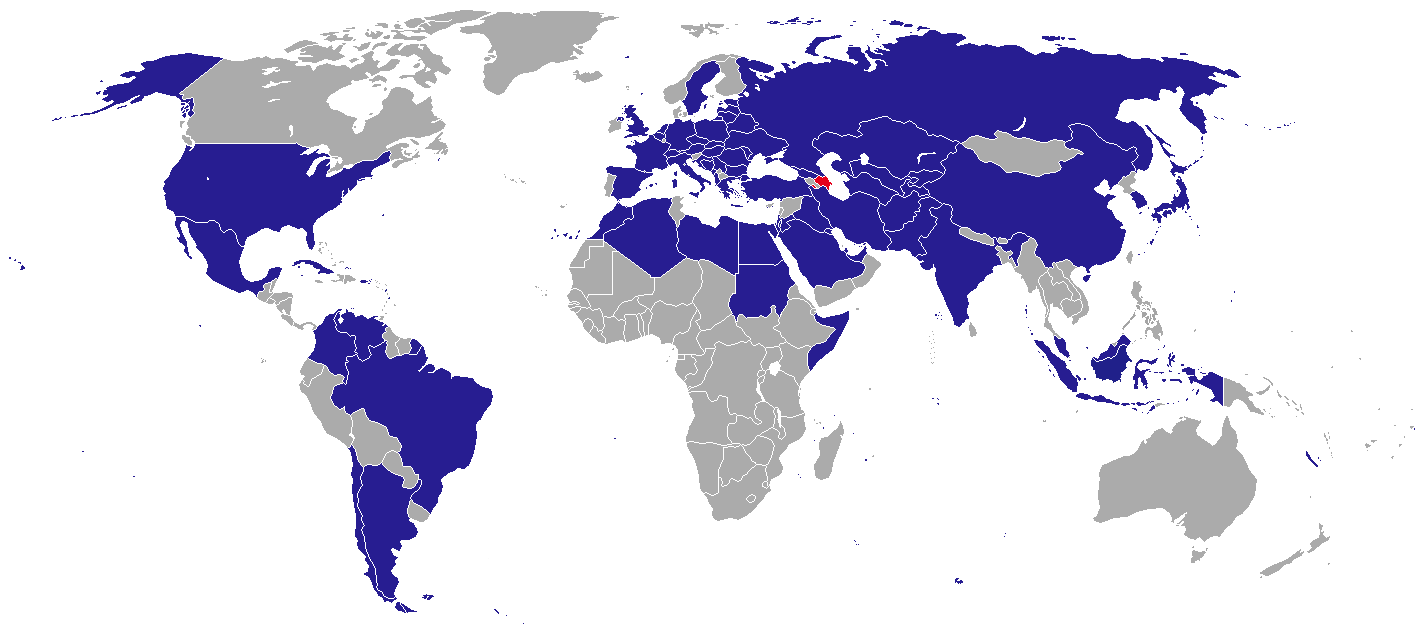
在阿塞拜疆设有使馆的国家地图

现在阿塞拜疆的首都巴库拥有63个外国驻阿大使馆。

## 大使馆
巴库
| - 阿富汗 - 阿尔及利亚 - 阿根廷 - 奥地利 - 白俄羅斯 - 比利时 - 巴西 - 保加利亚 - 中国 - 哥伦比亚 - 古巴 - 捷克 - 埃及 - 爱沙尼亚 - 法國 - 德国 - 希腊 - 匈牙利 - 印度 | - 印度尼西亞 - 伊朗 - 伊拉克 - 以色列 - 義大利 - 日本 - 约旦 - 大韓民國 - 科威特 - 拉脫維亞 - 利比亞 - 立陶宛 - 马来西亚 - 墨西哥 - 摩尔多瓦 - 摩洛哥 - 荷蘭 - 挪威 - 巴基斯坦 | - 巴勒斯坦 - 秘魯 - 波蘭 - 葡萄牙 - 羅馬尼亞 - 俄羅斯 - 沙烏地阿拉伯 - 塞爾維亞 - 西班牙 - 苏丹 - 瑞典 - 瑞士 - 土耳其 - 乌克兰 - 阿联酋 - 英国 - 美国 |

## 特派团/代表处
巴库
- 欧洲联盟（代表团）
- 达吉斯坦共和国
- 北馬其頓（经济办公室）
- 北賽普勒斯（代表处）
- 鞑靼斯坦共和国

## 总领事馆
| 占贾 - 土耳其 | 纳希切万 - 伊朗 - 土耳其 |

## 阿塞拜疆境外
各国在下列城市的大使馆兼当驻阿塞拜疆代表机构。
| 安卡拉 - 阿尔巴尼亚 - 巴林 - 加拿大 - 智利 - 丹麦 - 衣索比亞 - 爱尔兰 - 北馬其頓 - 蒙古国 - 蒙特內哥羅 - 新西兰 - 阿曼 - 菲律賓 - 斯洛維尼亞 - 南非 - 泰國 | 莫斯科 - 安哥拉 - 喀麦隆 - 赤道几内亚 - 几内亚 - 冰島 - 马达加斯加 - 馬爾他 - 毛里塔尼亚 - 尼泊尔 - 巴拉圭 - 斯洛伐克 - 越南 - 尚比亞 - 辛巴威 | 德黑兰 - 奈及利亞 - 斯里蘭卡 - 叙利亚 - 乌拉圭 - 委內瑞拉 - 葉門 | 其他 - 布吉納法索（利雅得） - 芬兰（赫尔辛基）† - 聖座（第比利斯） - 賴索托（柏林） - 馬爾地夫（伊斯兰堡） - （塔什干） - （伦敦） - 塞舌尔（阿布扎比） - 新加坡（新加坡） †驻格鲁吉亚大使馆 |

## 资料来源
- Republic of Azerbaijan Ministry of Foreign Affairs （页面存档备份，存于） （英文）
- Republic of Azerbaijan Ministry of Foreign Affairs, List of Diplomatic Missions in Azerbaijan （英文）